# Lissoclinum notti
Lissoclinum notti är en sjöpungsart som beskrevs av Brewin 1958. Lissoclinum notti ingår i släktet Lissoclinum och familjen Didemnidae. Inga underarter finns listade i Catalogue of Life.